# Championnat d'Algérie de football de deuxième division 1998-1999
Navigation
National 2
1997-1998 National 1
1999-2000
La saison 1998-1999 de Division 2 est la 36e du championnat d'Algérie de seconde division ; Dénommé Division 1 et restructurée en 5 groupes régionaux dont 4 groupes suivant la géographie du pays (Centre, Est et Ouest comportant 14 clubs chacun) ainsi que le groupe Sud (composé de 2 poules Sud-Ouest et Sud-Est avec 8 clubs pour chacun), soit un total de 58 équipes qui composent ce nouveau championnat. 
Au terme de la saison, les quatre meilleurs clubs sont intégrés dans la nouvelle National 1 (D2), soit le HB Chelghoum Laïd, la JS Bordj Menaïel, le WA Mostaganem et le CR Beni-Thour, vainqueurs respectifs des groupes Est, Centre, Ouest et Sud. 
Le reste des clubs sont reversés en 3e division nouvellement créée National 2, à la suite de la nouvelle réorganisation des championnats et la création de la nouvelle Division 1 Super Division et la nouvelle Division 2 National 1.

## Classement final

### Groupe Est

#### Classement
| Rang | Équipe            | Pts | J  | G | N | P | Bp | Bc | Diff |
| ---- | ----------------- | --- | -- | - | - | - | -- | -- | ---- |
| 1    | HB Chelghoum Laid | 51  | 26 | 0 | 0 | 0 | 0  | 0  | 0    |
| 2    | MSP Batna         | 45  | 26 | 0 | 0 | 0 | 0  | 0  | 0    |
| 3    | CB Mila           | 42  | 26 | 0 | 0 | 0 | 0  | 0  | 0    |
| 4    | JJ Azzaba         | 40  | 26 | 0 | 0 | 0 | 0  | 0  | 0    |
| 5    | MB Tlidjène       | 38  | 26 | 0 | 0 | 0 | 0  | 0  | 0    |
| 6    | JSM Skikda P      | 38  | 26 | 0 | 0 | 0 | 0  | 0  | 0    |
| 7    | US Biskra         | 37  | 26 | 0 | 0 | 0 | 0  | 0  | 0    |
| 8    | IRB El Hadjar     | 36  | 26 | 0 | 0 | 0 | 0  | 0  | 0    |
| 9    | USM Sétif P       | 33  | 26 | 0 | 0 | 0 | 0  | 0  | 0    |
| 10   | USM Aïn Béïda     | 33  | 26 | 0 | 0 | 0 | 0  | 0  | 0    |
| 11   | MC El Eulma       | 32  | 26 | 0 | 0 | 0 | 0  | 0  | 0    |
| 12   | IRB Khenchela     | 29  | 26 | 0 | 0 | 0 | 0  | 0  | 0    |
| 13   | E Collo           | 29  | 26 | 0 | 0 | 0 | 0  | 0  | 0    |
| 14   | ES Guelma         | 23  | 26 | 0 | 0 | 0 | 0  | 0  | 0    |

Promotions et relégations
- Pas de promotion Super Division 1999-2000 (D1)
- Maintenue en Division 1 1999-2000 (D2)
- Relégation en Régional D3 1999-2000 (D3)
- Relégation en Division d'Honneur D4 1999-2000

Abréviations
P : Promus de Régional D3 1997-1998

### Groupe Centre

#### Classement
| Rang | Équipe                     | Pts | J  | G | N | P | Bp | Bc | Diff |
| ---- | -------------------------- | --- | -- | - | - | - | -- | -- | ---- |
| 1    | JS Bordj Menaïel           | 52  | 26 |   |   |   |    |    |      |
| 2    | ESM Boudouaou              | 50  | 26 |   |   |   |    |    |      |
| 3    | ASO Chlef                  | 43  | 26 |   |   |   |    |    |      |
| 4    | RC Arbaa                   | 42  | 26 |   |   |   |    |    |      |
| 5    | OM Médéa                   | 40  | 26 |   |   |   |    |    |      |
| 6    | OM Ruisseau                | 40  | 26 |   |   |   |    |    |      |
| 7    | NARB Réghaïa P             | 36  | 26 |   |   |   |    |    |      |
| 8    | Hydra AC                   | 36  | 26 |   |   |   |    |    |      |
| 9    | WB Aïn Benian P            | 33  | 26 |   |   |   |    |    |      |
| 10   | IB Mouzaia P               | 32  | 26 |   |   |   |    |    |      |
| 11   | ES Ben Aknoun P            | 31  | 26 |   |   |   |    |    |      |
| 12   | Metidjat Khemis El-Khachna | 29  | 26 |   |   |   |    |    |      |
| 13   | SKAF El Khemis             | 19  | 26 |   |   |   |    |    |      |
| 14   | ES Berrouaghia             | 11  | 26 |   |   |   |    |    |      |

Promotions et relégations
- Pas de promotion Super Division 1999-2000 (D1)
- Maintenue en Division 1 1999-2000 (D2)
- Relégation en Régional D3 1999-2000 (D3)
- Relégation en Division d'Honneur D4 1999-2000

Abréviations
P : Promus de Régional D3 1997-1998

### Groupe Ouest

#### Classement
Sourceː
| Rang | Équipe                     | Pts | J  | G  | N | P  | Bp | Bc | Diff |
| ---- | -------------------------- | --- | -- | -- | - | -- | -- | -- | ---- |
| 1    | WA Mostaganem              | 56  | 26 | 17 | 5 | 4  | 44 | 17 | +27  |
| 2    | CC Sig                     | 55  | 26 | 17 | 4 | 5  | 48 | 18 | +30  |
| 3    | MC Saida                   | 45  | 26 | 14 | 3 | 9  | 38 | 23 | +15  |
| 4    | CR Témouchent              | 44  | 26 | 12 | 8 | 6  | 32 | 23 | +9   |
| 5    | SCM Oran                   | 41  | 26 | 11 | 8 | 7  | 26 | 22 | +4   |
| 6    | IRB Sougueur               | 40  | 26 | 11 | 7 | 8  | 35 | 25 | +10  |
| 7    | USM Bel Abbès              | 38  | 26 | 11 | 5 | 10 | 41 | 29 | +12  |
| 8    | IRB Sidi M'hamed Ben Ali P | 35  | 26 | 9  | 8 | 9  | 38 | 37 | +1   |
| 9    | HB El Bordj P              | 28  | 26 | 7  | 7 | 12 | 22 | 34 | -12  |
| 10   | CRB Mazouna                | 26  | 26 | 6  | 5 | 12 | 20 | 39 | -19  |
| 11   | RC Oran P                  | 26  | 26 | 5  | 9 | 12 | 14 | 33 | -19  |
| 12   | RC Relizane                | 26  | 26 | 7  | 5 | 13 | 21 | 42 | -21  |
| 13   | CRB El Amria P             | 24  | 26 | 5  | 7 | 14 | 14 | 40 | -26  |
| 14   | WAB Tissemsilt P           | 21  | 26 | 5  | 6 | 15 | 19 | 31 | -12  |

Promotions et relégations
- Pas de promotion Super Division 1999-2000 (D1)
- Maintenue en Division 1 1999-2000 (D2)
- Relégation en Régional D3 1999-2000 (D3)
- Relégation en Division d'Honneur D4 1999-2000

Abréviations
P : Promus de Régional D3 1997-1998

### Groupe Sud

#### Groupe Sud-Est

##### Classement
| Rang | Équipe          | Pts | J  | G | N | P | Bp | Bc | Diff |
| ---- | --------------- | --- | -- | - | - | - | -- | -- | ---- |
| 1    | CR Beni-Thour P | 30  | 14 |   |   |   |    |    |      |
| 2    | IR Ouled Naïl   | 25  | 14 |   |   |   |    |    |      |
| 3    | MB Rouissat P   | 24  | 14 |   |   |   |    |    |      |
| 4    | IRB Laghouat P  | 23  | 14 | 6 | 5 | 3 | 16 | 8  | +8   |
| 5    | CR Sidi Naïl P  | 23  | 14 |   |   |   |    |    |      |
| 6    | IRB Berriane P  | 15  | 14 |   |   |   |    |    |      |
| 7    | NRB Touggourt P | 8   | 14 |   |   |   |    |    |      |
| 8    | RC M'zab        | 3   | 14 |   |   |   |    |    |      |

Promotions et relégations
- Pas de promotion Super Division 1999-2000 (D1)
- Maintenue (après barrage) en Division 1 1999-2000 (D2)
- Relégation en Régional D3 1999-2000 (D3)
- Relégation en Division d'Honneur D4 1999-2000

Abréviations
P : Promus de Régional D3 1997-1998

#### Groupe Sud-Ouest

##### Classement
| Rang | Équipe                   | Pts | J  | G | N | P | Bp | Bc | Diff |
| ---- | ------------------------ | --- | -- | - | - | - | -- | -- | ---- |
| 1    | CRB Mecheria             | 35  | 14 |   |   | 1 |    |    |      |
| 2    | NR Gourey P              | 23  | 14 |   |   |   |    |    |      |
| 3    | CRB Bougtob              | 19  | 14 |   |   |   |    |    |      |
| 4    | ES El Bayadh (El-Amel) P | 18  | 14 |   |   |   |    |    |      |
| 5    | IRM Béchar               | 17  | 14 |   |   |   |    |    |      |
| 6    | CRB Aïn Sefra P          | 14  | 14 |   |   |   |    |    |      |
| 7    | WRB Aoulef P             | 14  | 14 |   |   |   |    |    |      |
| 8    | ES Debdabba P            | 8   | 14 |   |   |   |    |    |      |

Promotions et relégations
- Pas de promotion Super Division 1999-2000 (D1)
- Maintenue (après barrage) en Division 1 1999-2000 (D2)
- Relégation en Régional D3 1999-2000 (D3)
- Relégation en Division d'Honneur D4 1999-2000

Abréviations
P : Promus de Régional D3 1997-1998
NB : des légères modifications sur le championnat national deux groupe sud. Ils seront huit clubs dans chaque groupe au lieu de set équipes, dans ce cadre, un match d'appui entre les deux troisième du 2 poules (a) et (b) du groupe sud ouest (ligue régionale de béchar) entre le club d'Aoulef et l'équipe d'El-Bayadh (2-1). le match a été joué le jeudi 6 aout 6 aout 1998 au stade du 20 aout 1955 à Béchar, aoulef pour la première fois accède en national 2, oulef situé dans la wilaya d'adrar, 800 km de béchar (source : le journal arabophone, minber el-gharb, annexe d'ouest tribune (numéro 120 du samedi 8 aout 1998 page 22).

#### Barrage - Groupe Sud
| Champion du sud                | CRB Mecheria      | 0 - 0   | CR Beni-Thour | Stade OPOW Djilali-Bounaâma, Boumerdès. |                        |
| Jeudi 8 avril 1999 14h30 UTC+1 |                   | (0 - 0) |               | Arbitrage : M. Bendada                  | Arbitrage : M. Bendada |
| Jeudi 8 avril 1999 14h30 UTC+1 | Tirs au but 2 - 4 |         |               | Arbitrage : M. Bendada                  | Arbitrage : M. Bendada |